# ASV 84
ASV 84 (аббр. Adaptive Suspension Vehicle 1984 — «машина с адаптивной подвеской») — американская опытная многоцелевая машина военного предназначения на шагающей подвижной платформе, также известная как «ходячий танк» (walking tank). Машина была разработана в лабораториях Университета штата Огайо в Колумбусе под руководством Роберта Макги и Кеннета Уолдрона по заказу Агентства по перспективным научно-исследовательским разработкам США (ДАРПА).

## Подоплёка
Проект разработки «ходячего танка» пришёлся на период объявления Президентом США Рональдом Рейганом программы Стратегической оборонной инициативы («Звёздных войн»), поэтому когда в июле—августе 1983 года Университет штата Огайо получил контракт на разработку указанной боевой машины, в журнале «Нью сайентист» этот эпизод прокомментировали в шутку, что военное командование насмотрелось фильмов из цикла «Звёздные войны».

## Техническое задание
Контракт с университетом заключило ДАРПА, по его условиям от подрядчика требовалось изготовить управляемый оператором из отделения управления двухтонный танк на шести опорных конечностях и представить его на госиспытания к лету 1984 года. Официально данный образец военной техники именовался «машиной с адаптивной подвеской». Основанием для вложения бюджетных средств была всё та же проблема повышения проходимости сухопутной техники, поскольку в агентстве настаивали на том, что половина земной поверхности принципиально непроходима для колёсной и гусеничной техники. Тем временем, ряд европейских компаний наладил выпуск промышленных шагоходов для лесозаготовительной и горнодобывающей отраслей промышленности. Но промышленные шагоходы отличались малой скоростью и неповоротливостью, обусловленными необходимостью переставления последовательно каждой их конечности оператором, а от научных работников в Колумбусе требовалось создать быстроходную машину, способную передвигаться бегом и не создававшую нагрузок на вестибулярный аппарат оператора, как все предыдущее опытные машины такого типа. В лабораториях университета спроектировали, изготовили и испытали на территории университетского кампуса опытный образец размером меньше требуемого заказчиком (для проверки работоспособности концепта). Первые испытания были назначены на конец 1984 года.

## Описание
Опытный прототип машины передвигался в автоматическом режиме, то есть в отличие от всех предыдущих образцов шагоходов, где от оператора требовалось физическое усилие руками или ногами, передающееся за счёт гидроусилителей на опорные конечности машины, в «ходячем танке» оператору было достаточно вести машину, как обыкновенный автомобиль. Адаптивная способность подвески достигается за счёт «оптического радара» — лазерной дальномерной системы, непрерывно сканирующей переднюю полусферу и измеряющей расстояние до окружающих предметов. На основе сделанных замеров бортовой компьютер анализирует наиболее оптимальные места на твёрдом грунте для постановки конечностей, избегая ямы, валуны, деревья и прочие элементы местности, и формируя траекторию движения машины с наименьшим расходом энергии на каждое движение. Инерциальная навигационная система удерживает машину на избранной траектории и обеспечивает стабилизацию тела машины (внутри которого расположены отделение управление и моторно-трансмиссионное отделение) в вертикальной и горизонтальной плоскости, оберегая его от чрезмерных колебаний из стороны в сторону, вверх и вниз, придавая телу машины устойчивое положение в пространстве в движении несмотря на изменение рельефа местности и наклона движения. Логический аппарат с базовыми логическими вентилями, а также искусственным интеллектом, позволяющим машине идентифицировать и самостоятельно обходить или переступать искусственные препятствия, инженерные заграждения, растяжки и т. д. Электроника машины была построена на 16-битных микропроцессорах для упрощения работы оператора и снижения квалификационных требований к управлению машиной. Система гидравлики приводов конечностей с насосами переменного объёма. В качестве двигателя использовался мотоциклетный двигатель Kawasaki. Масса исходной модели составляла 2,5 тонны при длине конечностей около 183 см.

## Дальнейшее развитие задела
Работы над ASV плавно перетекли в создание нового прототипа шагающей машины, внешне отличавшейся от ASV 84, но позаимствовавшей у неё многие конструктивные решения. 27 июня 1985 года в прессе вышла публикация об испытаниях прототипа с фотографией, в публикации сообщалось, что собственный вес машины составляет 3,5 тонны (на одну тонну больше ASV 84), а грузоподъёмность до 5,44 тонн. В ходе пресс-конференции разработчиками машины были оглашены некоторые технические характеристики: Опытный прототип был 518 см в длину, 244 см в ширину и 320 см в высоту, корпус и конечности были выполнены из лёгкого алюминиевого сплава, бортовая электроника включала в себя шестнадцать компьютеров. На местности машина развивала скорость до 12,8 км/ч, крейсерская скорость составляла 8 км/ч. Ходовые качества позволяли машине преодолевать траншею шириной 274 см и стенку высотой до 213 см. В модифицированном виде машина по-прежнему предназначалась для военных нужд. Созданная машина получила широкое освещение в мировой прессе.